# Gustaf Johansson
Gustaf Julius Mauritz Johansson, detto Lulle (Stoccolma, 14 settembre 1900 – Stoccolma, 1º luglio 1971), è stato un hockeista su ghiaccio svedese.

## Palmarès

### Olimpiadi invernali
- Argento a Sankt Moritz 1928 nell'hockey su ghiaccio.

### Europei
- Oro a Anversa 1923.
- Oro a Sankt Moritz 1928.
- Oro a Berlino 1932.